# Aontú
Aontú est un parti politique conservateur, républicain irlandais, qui a été officiellement créé en janvier 2019 et opère à la fois en république d'Irlande et en Irlande du Nord.

## Résultats électoraux

### Résultats en Irlande

#### Élections législatives
| Année | Voix   | %    | Rang | Élus    | Gouvernement |
| ----- | ------ | ---- | ---- | ------- | ------------ |
| 2020  | 41 575 | 1,91 | 8e   | 1 / 160 | Opposition   |
| 2024  | 86 134 | 3,91 | 6e   | 2 / 174 | Opposition   |

#### Élections européennes
| Année | Voix   | %    | Position | Élus   | Groupe              |
| ----- | ------ | ---- | -------- | ------ | ------------------- |
| 2024  | 65 559 | 3,76 | 7e       | 0 / 14 | Extra-parlementaire |

### Résultats en Irlande du Nord

#### Élections générales britanniques
| Année | Voix  | %    | Rang | Élus   |
| ----- | ----- | ---- | ---- | ------ |
| 2019  | 9 814 | 1,23 | 6e   | 0 / 18 |
| 2024  | 7 466 | 0,96 | 9e   | 0 / 18 |

#### Élections législatives nord-irlandaises
| Année | Voix   | %    | Rang | Élus   | Gouvernement        |
| ----- | ------ | ---- | ---- | ------ | ------------------- |
| 2022  | 12 777 | 1,48 | 8e   | 0 / 90 | Extra-parlementaire |